# Сунгатулін Фаніль Рамайович
Фаніль Рамайович Сунгатулін (рос. Фани́ль Рама́евич Сунгату́лин, нар. 24 грудня 2001, Ярково, Росія) — російський футболіст, опорний півзахисник клубу «Урал».

## Ігрова кар'єра

### Клубна
Фаніль Сунгатулін є вихованцем футбольної академії клубу «Тюмень». У 2013 році футболіст перебрався до Москви, де приєднався до молодіжної команди московського «Спартака». Тривалий час Фаніль виступав у молодіжній першості Росії. З 2019 року півзахисника було внесено до заявки основної команди клубу. 21 травня 2022 року Сунгатулін зіграв першу гру за основний склад «Спартака». При тому він продовжував виступати за «Спартак-2», де він був капітаном команди.
Влітку 2022 року для набору ігрової практики Сунгатулін відправився в оренду у клубу «Урал». А вже у лютому 2023 року футболіст підписав з клубом контракт на повноцінній основі.

### Збірна
З 2016 року Фаніль Сунгатулін виступав за юнацькі збірні Росії різних вікових категорій.